# Verzorgingsplaats Smalhorst
Verzorgingsplaats Smalhorst is een Nederlandse verzorgingsplaats gelegen aan de A28 Utrecht → Groningen tussen afritten 29 en 30. Direct na de verzorgingsplaats ligt afrit 30 naar Beilen.
Smalhorst ligt tegenover verzorgingsplaats De Mussels.
De verzorgingsplaats is vernoemd naar het gehuchten Smalbroek en Terhorst, die iets ten zuiden van de verzorgingsplaats liggen.
Richting Groningen: Vanenburg · Dasselaar · Leuvenhorst · Willemsbos · De Kraaienberg · Bornheim · De Markte · Dekkersland · Lageveen · Smalhorst · Peelerveld · Glimmermade
Richting Utrecht: Witte Molen · Zeijerveen · De Mussels · Panjerd · Haerst ·  't Loo · Vosbergen · De Haere · Hendriksbos · Drielander · Oldenaller · Hooglanderveen